# Sanremo-Festival 1994
Die 44. Ausgabe des Festival della Canzone Italiana di Sanremo fand 1994 vom 23. bis zum 26. Februar im Teatro Ariston in Sanremo statt und wurde von Pippo Baudo mit Cannelle und Anna Oxa moderiert.

## Ablauf

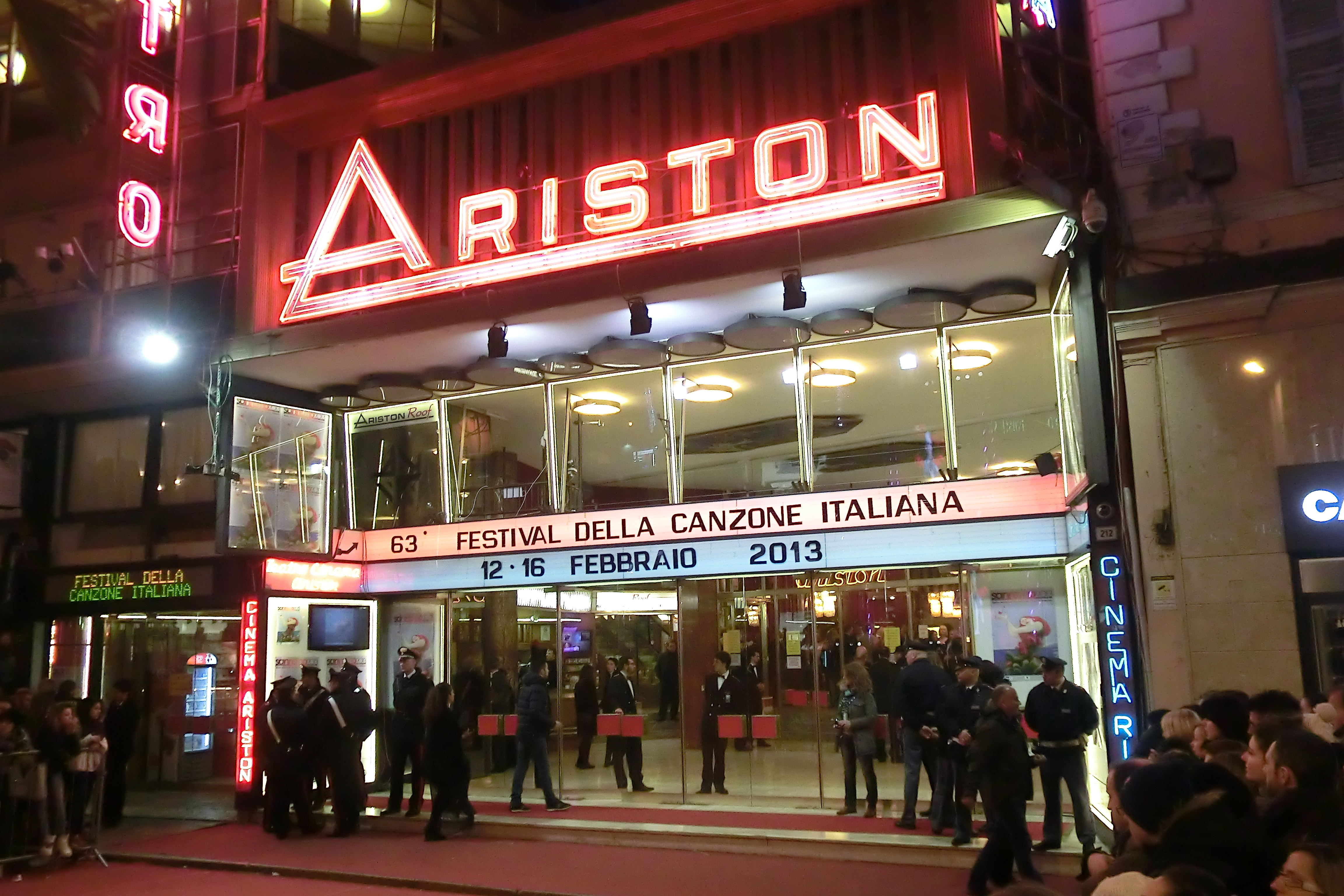
Das Ariston-Theater, Veranstaltungsort des Sanremo-Festivals

Pippo Baudo übernahm in diesem Jahr endgültig die komplette künstlerische Leitung des Festivals, neben seiner Moderatorenrolle. Als Komoderatorinnen standen ihm die Sängerin Anna Oxa und das guadeloupianische Model Cannelle zur Seite. Auch Antonella Clerici übernahm eine Nebenrolle. Die Talkshow Dopofestival wurde von Baudo zusammen mit Mara Venier sowie mit Roberto D’Agostino und Renato Zero moderiert. Nach zwei Jahren wurden 1994 die Ausscheidungen in der Hauptkategorie wieder abgeschafft: Alle 20 Beiträge gelangten ins Finale. In der Newcomer-Kategorie schieden hingegen acht von 18 Beiträgen aus.
Unter den Teilnehmern stach die Gruppe Squadra Italia hervor, zu der sich (nach dem Vorbild einer Fußballmannschaft) elf Musiker zusammengeschlossen hatten, darunter eine Reihe alter Stars des Festivals wie Nilla Pizzi, Jimmy Fontana, Wilma Goich oder Wess. Eine große Überraschung war die Rückkehr von Claudia Mori, die mit einem Lied von Toto Cutugno antrat. Weitere bekannte Namen im Wettbewerb waren Michele Zarrillo, Donatella Rettore und Loredana Bertè. Als Favoritin galt Laura Pausini, nach dem Erfolg in der Newcomer-Kategorie im Vorjahr; neben ihr kehrten auch Aleandro Baldi und Gerardina Trovato zurück. Viel Aufsehen erregte der Komiker Giorgio Faletti mit dem Lied Signor tenente. In der Newcomer-Kategorie debütierten u. a. Andrea Bocelli, Irene Grandi und Giorgia. Namhafte internationale Gäste waren hingegen Elton John, Phil Collins, Take That oder Jamiroquai.
Der Kritikerpreis ging an Faletti sowie in der Newcomer-Kategorie an die Band Baraonna, die es nicht ins Finale geschafft hatte. Unter den Newcomern konnte sich Bocelli mit Il mare calmo della sera  den Sieg sichern, während sich in der Hauptkategorie ein unerwarteter Zweikampf zwischen Faletti und Aleandro Baldi abzeichnete. Favoritin Laura Pausini schaffte es mit Strani amori nur auf den dritten Platz, den Sieg konnte schließlich Baldi mit Passerà davontragen.

## Teilnehmende Beiträge

### Campioni
- Sieger

| Platzierung | Interpret                     | Lied                         | Autoren                                                                | Stimmen |
| ----------- | ----------------------------- | ---------------------------- | ---------------------------------------------------------------------- | ------- |
| 1           | Aleandro Baldi                | Passerà                      | Aleandro Baldi, Giancarlo Bigazzi, Marco Falagiani                     | 27.145  |
| 2           | Giorgio Faletti               | Signor tenente               | Giorgio Faletti                                                        | 25.742  |
| 3           | Laura Pausini                 | Strani amori                 | Angelo Valsiglio, Roberto Buti, Cheope, Marco Marati, Francesco Tanini | 25.587  |
| 4           | Gerardina Trovato             | Non è un film                | Angelo Anastasio, Celso Valli, Gerardina Trovato                       | 25.076  |
| 5           | Michele Zarrillo              | Cinque giorni                | Vincenzo Incenzo, Michele Zarrillo                                     | 23.441  |
| 6           | Enzo Jannacci und Paolo Rossi | I soliti accordi             | Enzo Jannacci, Paolo Rossi, Paolo Jannacci                             | 22.413  |
| 7           | Ivan Graziani                 | Maledette malelingue         | Ivan Graziani                                                          | 22.248  |
| 8           | Andrea Mingardi               | Amare amare                  | Andrea Mingardi, Maurizio Tirelli                                      | 21.863  |
| 9           | Marco Armani                  | Esser duri                   | Marco Armani, Luca Carboni                                             | 19.359  |
| 10          | Donatella Rettore             | Di notte specialmente        | Cheope, Donatella Rettore, Claudio Rego                                | 18.943  |
| 11          | Mariella Nava                 | Terra mia                    | Maria Giuliana Nava                                                    | 18.904  |
| 12          | Formula 3                     | La casa dell’imperatore      | Tony Cicco, Mario Castelnuovo                                          | 18.393  |
| 13          | Loredana Bertè                | Amici non ne ho              | Loredana Bertè, Philippe Leon                                          | 18.035  |
| 14          | Alessandro Canino             | Crescerai                    | Bruno Zucchetti, Giuseppe Dati, Stefano Busà                           | 17.988  |
| 15          | Francesco Salvi               | Statento                     | Francesco Salvi, Vittorio Cosma                                        | 17.392  |
| 16          | Alessandro Bono               | Oppure no                    | Alessandro Pizzamiglio                                                 | 16.936  |
| 17          | Claudia Mori                  | Se mi ami…                   | Toto Cutugno                                                           | 16.273  |
| 18          | Carlo Marrale                 | L’ascensore                  | Carlo Marrale, Cheope                                                  | 15.572  |
| 19          | Squadra Italia                | Una vecchia canzone italiana | Stefano Jurgens, Marcello Marrocchi                                    | 14.900  |
| 20          | Franco Califano               | Napoli                       | Franco Califano, Alberto Laurenti, Antonio Gaudino                     | 12.968  |

### Nuove proposte
- Sieger
- In der Vorrunde ausgeschieden

| Platzierung      | Interpret                 | Lied                                | Autoren                                                 | Stimmen |
| ---------------- | ------------------------- | ----------------------------------- | ------------------------------------------------------- | ------- |
| 1                | Andrea Bocelli            | Il mare calmo della sera            | Zucchero Fornaciari, Gian Pietro Felisatti, Gloria Nuti | 12.641  |
| 2                | Antonella Arancio         | Ricordi del cuore (Anime sole)      | Claudio Allia, Ray Distefano                            | 10.672  |
| 3                | Danilo Amerio             | Quelli come noi                     | Danilo Amerio                                           | 9.978   |
| 4                | Irene Grandi              | Fuori                               | Telonio, Irene Grandi                                   | 9.743   |
| 5                | Valeria Visconti          | Così vivrai                         | Ermanno Croce, Rossano Eleuteri                         | 9.252   |
| 6                | Lighea                    | Possiamo realizzare i nostri sogni  | Stefano Jurgens, Lighea, Giulio Galgani                 | 9.204   |
| 7                | Giorgia                   | E poi                               | Giorgia, Massimo Calabrese, Marco Rinalduzzi            | 9.171   |
| 8                | Francesca Schiavo         | Il mondo è qui                      | Varo Venturi                                            | 8.832   |
| 9                | Silvia Cecchetti          | Il mondo dove va                    | Vincenzo Benedetto Scanu                                | 8.536   |
| 10               | Giò Di Tonno              | Senti uomo                          | Giò Di Tonno, Alessandro Di Zio                         | 8.294   |
|                  | Paola Angeli              | Cuore cuore                         | Paola Angeli                                            |         |
| Simona D’Alessio | È solo un giorno nero     | Carmen Di Domenico, Claudio Pizzale |                                                         |         |
| Baraonna         | I giardini d’Alhambra     | Fulvio Caporale, Vito Caporale      |                                                         |         |
| Daniela Colace   | Io e il mio amico Neal    | Michele Ascolese, Daniela Colace    |                                                         |         |
| Franz Campi      | Ma che sarei              | Franz Campi                         |                                                         |         |
| Joe Barbieri     | Non spegnere i tuoi occhi | Joe Barbieri                        |                                                         |         |
| Paideja          | Propiziu ventu            | Tina Nicoletta, Valeria Nicoletta   |                                                         |         |
| Daniele Fossati  | Senza un dolore           | Daniele Fossati                     |                                                         |         |

## Erfolge
Die Erfolge im Wettbewerb spiegelten sich 1994 praktisch überhaupt nicht in den Charts wider: Nur drei Beiträge aus dem Festival erreichten die Top 25 der italienischen Singlecharts, mit Abstand am erfolgreichsten war Laura Pausini.

| Jahr                                         | Titel Interpret                                | Höchstplatzierung, Gesamtwochen, AuszeichnungChartsChartplatzierungen (Jahr, Titel, Interpret, Platzierungen, Wochen, Auszeichnungen, Anmerkungen) | Anmerkungen        |
| Jahr                                         | Titel Interpret                                | IT | Anmerkungen        |
| -------------------------------------------- | ---------------------------------------------- | --- | ------------------ |
| 1994                                         | Strani amori Laura Pausini                     | IT2 (10 Wo.)IT | Platz 3            |
| 1994                                         | Fuori Irene Grandi                             | IT17 (2 Wo.)IT | Platz 4 (Newcomer) |
| 1994                                         | Amici non ne ho Loredana Bertè                 | IT19 (2 Wo.)IT | Platz 13           |
| Weitere Charterfolge aus dem Festivalumfeld: |                                                | |                    |
|                                              |                                                | |                    |
| 1994                                         | Don’t Go Breaking My Heart Elton John & RuPaul | IT18 (3 Wo.)IT | Gastbeitrag        |

## Belege
1. ↑  Guido Racca: M&D Borsa Singoli 1960-2019. Selbstverlag, 2019, ISBN 978-1-09-326490-6.